# CERGE-EI
经济研究与研究生教育中心-经济学院（CERGE-EI），是位於捷克首都布拉格的一所提供美国式经济学硕士与博士研究生教育项目的学术研究机构，同时，它还开设应用经济学领域的硕士研究生项目（应用经济学硕士）以及本科生教学项目（中欧研究，UPCES），以上各个学位的授予都遵循纽约州立大学校董会所颁布的章程。研究中心（CERGE-EI）的研究工作涵盖经济学的理论与应用、政策相关等领域。
经济研究与研究生教育中心-经济学院（CERGE-EI）是由布拉格查理大学的经济研究与研究生教育中心（CERGE）会同捷克共和国科学院的经济学院（EI）共同组建的。本学院（CERGE-EI）创建于1991年，创始人包括扬·施维纳（Jan Švejnar）与约瑟夫·兹兰涅茨（Jozef Zieleniec），目的是教育出新一代来自于前共产主义国家的经济学家。现今在学院进行学习的学生来自中东部欧洲、俄罗斯、各个前苏维埃共和国、中亚以及其他国家。

## 学术研究群体
学院现有的将近120名学生源自全世界的30多个国家，主要生源来自中东部欧洲以及前苏维埃国家。学院的固定教员由来自不同国家的19名学者构成。大多数教员拥有美国或西欧著名大学的博士学位。 新的学院成员则是招募自国际人才市场中的学院派经济学家。学院的工作语言为英语。

## 教学项目

### 硕士/博士研究生项目
博士研究生项目的课程设计遵循美国式经济学研究生的培养模板，由两年的课程学习以及两年或两年以上的论文指导研究构成。成功完成两年课程学习的学生将被授予硕士学位。本学院（CERGE-EI）的学生经常会有机会在位于西欧或北美的合作大学中完成部分论文。
本学院（CERGE-EI）的毕业生广泛受雇于各种国际组织，例如，国际货币基金组织（IMF）、欧洲复兴开发银行（EBRD）、大学、咨询公司、私人金融研究机构以及各地区中央银行与政府部门。尽管有部分本学院（CERGE-EI）的毕业生在毕业之后转向了管理咨询岗位，本学院（CERGE-EI）的经济学硕士/博士学位（CERGE-EI MA/PhD）不应被混淆为商业管理硕士学位（MBA）。

### 财务支持
多数被录取入硕士/博士项目的学生在前两年的学习中将获得减免学费与发放生活补贴的支持。几乎所有选择在两年后继续博士阶段学习的学生将获得减免学费与生活补贴的财务支持。
五年级生将受雇为学院初级研究员（JEIRs），从而以支领薪水的方式获得财务支持。通过选拔的三年级或四年级学生也有机会获得同样方式的支持。

### 学术技巧中心
由于托福（TOEFL）或其他英语语言考试不作为申请本学院（CERGE-EI）研究生项目的必要条件，本学院（CERGE-EI）设立了学术技巧中心来帮助学生提高他们的英语语言以及学术技巧的水平。在最初的两年里，学生们将接受相关必修课的训练；而在随后的研究过程中，学生们还将接受持续的学术写作帮助，例如在博士论文的写作中。

### 应用经济学硕士项目（MAE）
应用经济学硕士项目（MAE）是应用经济学领域的硕士研究生课程，学制一年、共三个学期。整个项目用英语授课，包括专业英语课程，学生可以自主选择一个学术专业方向。学位授予遵循纽约州立大学校董会所颁布的章程，因此该学位为美国学位。学生将获得全方位帮助，覆盖从获取签证到寻找住所以及生活在布拉格的各种相关事宜。拥有应用经济学硕士学位的毕业生将能够胜任各种收入可观的国际职位，例如就职于私人公司、金融机构、咨询公司、银行、政府部门的分析师、咨询师，经济学家。

## 研究
根据社会学研究网络（SSRN）对于顶级经济学研究机构与部门的排名中，本学院（CERGE-EI）在全世界1236所研究机构中排名第58位。经济学研究论文（RePEc）把本学院（CERGE-EI）排名为欧洲前6%的经济学研究机构。

## 全球发展网络
本学院（CERGE-EI）是中东欧地区合作网派驻全球发展网络（GDN）的代表。通过全球发展网络（GDN）计划，本学院（CERGE-EI）向中欧有作为的年轻社会学者颁发了大约25个奖项。这些奖项包括了借由高级奖学金实施的扩展支持计划。历次获奖者以及奖项申请规则可以在这里（链接）找到。

## 赞助
本学院（CERGE-EI）的财政支持来自于捷克政府的教育与研究资助以及捷克与国外机构的资助，同时来自于私人、基金、企业的捐助也是重要的组成部分。资金募集的工作是由两个下属机构完成的：学院基金（CERGE-EI Foundation U.S.A.）以及Nadace CERGE-EI。部分资金也来自学生的学费缴纳。